# NGC 6388
NGC 6388 (другие обозначения — GCL 70, ESO 279-SC2) — шаровое скопление в созвездии Скорпиона. Находится на расстоянии 32 300 св. лет от Солнца.
Этот объект входит в число перечисленных в оригинальной редакции «Нового общего каталога».